# パトリック・ルイ
パトリック・ルイ (Patrick Louis、1955年10月22日 - ) は、フランスの政治家、エコノミスト。欧州議会議員にて中東関係の代表団。極右政党・フランスのための運動（フランス運動、Mouvement pour la France、MPF）の事務総長を務める。現在、リヨン第三大学、及びEMLYONビジネススクール教授。
リヨン第三大学法学部博士課程を卒業後、ローヌ県府議会選で当選。2004年に欧州議会に選出され、EU代表団として中東地域及び欧州地域に関連する諸問題に関し、関係国政府等との交渉担当。